# Ankylophorus similis
Ankylophorus similis è un pesce osseo estinto, vicino all'origine dei teleostei. Visse nel Giurassico superiore (Kimmeridgiano, circa 155 - 150 milioni di anni fa) e i suoi resti fossili sono stati ritrovati in Francia.

## Descrizione
Questo pesce, solitamente lungo una ventina di centimetri, possedeva un corpo relativamente slanciato simile a quello di una sardina. Era caratterizzato da un corpo ricoperto da scaglie ganoidi, tipiche dei pesci ossei più antichi (come i paleonisciformi), ma presentava numerose caratteristiche derivate soprattutto nel cranio. Le premascelle, tuttavia, erano ancora dislocate lateralmente e le grandi ossa dermetmoidi laterali erano fuse insieme, poste nella sinfisi della mascella superiore, e andavano a formare un vasto processo nasale. Le scaglie ganoidi erano spesse e dal bordo libero adornato con una ventina di dentellature; era inoltre presente un canale preopercolare lungo il margine anteriore dell'osso preopercolare. La pinna dorsale, al contrario di forme simili ma più primitive come Eurycormus, era spostata in avanti, sopra le pinne ventrali.

## Classificazione
Descritto inizialmente come una specie del genere Pholidophorus dal paleontologo Arthur Smith Woodward nel 1895, questo animale è noto per alcuni fossili eccezionalmente conservati provenienti da Cerin, in Francia. Fu Jean Gaudant nel 1978 ad attribuire la specie Pholidophorus similis al nuovo genere Ankylophorus, sulla base di differenze sostanziali nella struttura del cranio e delle scaglie. Ankylophorus è tradizionalmente considerato un tipico rappresentante dei folidoforiformi, un gruppo di pesci di dimensioni medio/piccole considerati vicini all'origine dei moderni teleostei. Tuttavia, uno studio del paleontologo Louis Paul Taverne del 2013, ha determinato che questo animale, insieme ad altri pesci simili come Songaichthys, Steurbautichthys, Eurycormus e Siemensichthys, farebbero parte di un ordine a sé stante, quello degli Ankylophoriformes, i cui rappresentanti erano dotati di caratteristiche più basali rispetto ai veri folidoforiformi.